# Le Papa du papa du papa de mon papa
 (août 2019).
Le Papa du papa est une chanson de Boby Lapointe sortie en 1966.
Comme la plupart des chansons de Boby Lapointe, Le Papa du papa du papa de mon papa repose sur des jeux de mots, principalement sur les calembours, les allitérations, les assonances et les contrepèteries.
Le texte de la chanson évoque un narrateur qui parle de ses aïeux, tous portant des prénoms et noms formant des calembours.

## Enregistrements publics
- 14 décembre 1965 : Calembredaines, réalisation : Maurice Château, enregistrement audio-vidéo (noir et blanc)[2]
- 3 octobre 1966 : Le Cabaret de l'absurde de Robert Arnaut, réalisation : Claude Mourthé, enregistrement audio uniquement[3]

## Contenu du 45T
| Face | Titre                               | Durée |
| ---- | ----------------------------------- | ----- |
| A1   | Le Papa du papa du papa de mon papa | 1:45  |
| A2   | Aubade à Lydie en do                | 3:35  |
| B1   | Loumière Tango                      | 3:20  |
| B2   | From Two-to-Two-to-Two-Two          | 2:02  |